# Massif de Sesques et de l'Ossau
Massif de Sesques et de l'Ossau este o arie protejată (sit de importanță comunitară — SCI) din Franța întinsă pe o suprafață de 25.794 ha, integral pe uscat.

## Localizare
Centrul sitului Massif de Sesques et de l'Ossau este situat la coordonatele 42°53′52″N 0°30′03″W / 42.89767°N 0.50082°V.

## Înființare
Situl Massif de Sesques et de l'Ossau a fost declarat arie specială de conservare în baza directivei 92/43 din 1992 referitoare la conservarea habitatelor naturale și a faunei și florei sălbatice pentru a proteja 2 specii de plante și 14 specii de animale.

## Biodiversitate
Situată în ecoregiunea alpină, aria protejată conține 38 de habitate naturale: Pante stâncoase silicioase cu vegetație casmofită, Păduri de fag subalpine medio-europene cu Acer și Rumex arifolius, Pajiști silicioase din Pirinei cu Festuca eskia, Păduri de fag acidofile atlantice, cu subarboret de Ilex și, uneori, de asemenea, Taxus, la nivelul arbuștilor (Quercion robori-petraeae sau Ilici-Fagenion), Grohotișuri termofile și vest-mediteraneene, Roci stâncoase cu vegetație pionieră de Sedo-Scleranthion sau Sedo albi-Veronicion dillenii, Ghețari permanenți, Fânețe de joasă altitudine (Alopecurus pratensis, Sanguisorba officinalis), Fânețe montane, Izvoare petrifiante cu formare de travertin (Cratoneurion), Mlaștini alcaline, Pajiști umede atlantice temperate cu Erica ciliaris și Erica tetralix, Păduri pe pante, grohotișuri și ravene de Tilio-Acerion, Păduri aluvionare cu Alnus glutinosa și Fraxinus excelsior (Alno-Padion, Alnion incanae, Salicion albae), Formațiuni ierboase bogate în specii de Nardus, dezvoltate pe substraturi silicioase în zone montane (și în zone submontane, în Europa continentală), Râuri de munte și vegetația lor lemnoasă cu Salix elaeagnos, Păduri montane și subalpine de Pinus uncinata (* dezvoltate pe substrat gipsos sau calcaros), Lande oro-mediteraneene cu formațiuni endemice de grozamă, Formațiuni stabile xerotermofile de Buxus sempervirens pe pante stâncoase (Berberidion p.p.), Formațiuni de Juniperus communis pe lande sau pajiști calcaroase, Pajiști carstice calcaroase sau bazofile, de Alysso-Sedion albi, Grohotișuri calcaroase și de șisturi calcaroase de la nivelul montan până la nivelul alpin (Thlaspietea rotundifolii), Pajiști uscate europene, Pajiști alpine și subalpine calcaroase, Liziere de ierburi înalte hidrofile de câmpie și de nivel montan până la alpin, Grohotișuri silicioase de la nivelul montan până la nivelul zăpezii (Androsacetalia alpinae și Galeopsietalia ladani), Pante stâncoase calcaroase cu vegetație casmofită, Peșteri inaccesibile publicului, Mlaștini oligotrofe degradate, capabile încă de regenerare naturală, Păduri de fag din Europa Centrală dezvoltate pe sol calcaros cu Cephalanthero-Fagion, Păduri montane și subalpine de Pinus uncinata (* dezvoltate pe substrat gipsos sau calcaros), Lacuri eutrofice naturale cu vegetație de tip Magnopotamion sau Hydrocharition, Turbării active, Pajiști alpine și boreale, Pajiști uscate seminaturale și facies de acoperire cu tufișuri pe substraturi calcaroase (Festuco-Brometalia) (* situri importante pentru orhidee), Ape stătătoare oligotrofe până la mezotrofe, cu vegetație de Littorelletea uniflorae și/sau de Isoëto-Nanojuncetea, Mlaștini turboase de tranziție și turbării mișcătoare, Pajiști cu Molinia pe soluri calcaroase, turboase sau argilos-nămoloase (Molinion caeruleae).
La baza desemnării sitului se află mai multe specii protejate:
- plante (2): Aster pyrenaeus, Buxbaumia viridis
- mamifere (8): liliac cârn (Barbastella barbastellus), Galemys pyrenaicus, vidră de râu (Lutra lutra), liliac cu urechi de șoarece (Myotis blythii), liliac comun (Myotis myotis), liliacul mare cu potcoavă (Rhinolophus ferrumequinum), liliacul mic cu potcoavă (Rhinolophus hipposideros), urs brun (Ursus arctos)
- nevertebrate (5): croitorul mare al stejarului (Cerambyx cerdo), Elona quimperiana, rădașcă (Lucanus cervus), gândacul de apă (Rhysodes sulcatus), Rosalia alpina
- reptile (1): Iberolacerta bonnali

Pe lângă speciile protejate, pe teritoriul sitului au mai fost identificate 6 specii de plante, 1 specie de păsări, 1 specie de mamifere, 4 specii de nevertebrate, 2 specii de reptile.